# Jan Pie
Jan Göran Pie, född den 10 december 1961 i Finland, är en svensk säkerhetsexpert.
Pie, som varit bosatt i Norrköping, är sedan 2013 generalsekreterare för ASD Europe vilket är den europeiska branschorganisationen för företag inom försvar, flyg, rymd och säkerhet. Motsvarigheten i Sverige är Säkerhets- och försvarsföretagen (SOFF), vilken Pie även varit generalsekreterare för.

## Bakgrund
Pie är i grunden livförsäkringsspecialist från Institutet för försäkringsutbildning (IFU). Därefter har han bland annat avlagt en mastersexamen i Business Management från IHM Business School och gått Solbacka-kursen vilket är en totalförsvarsutbildning vid Försvarshögskolan som riktar sig mot ledande personer inom försvars- och säkerhetssektorn.
Vidare har Pie i sitt arbetsliv bland annat varit krisberedskapsdirektör vid SOS Alarm och VD för ett dotterbolag inom koncernen. Mellan 2010 och 2013 var han generalsekreterare för Säkerhets- och försvarsföretagen.